# T-Mobile Arena
Pour la salle multi-usage nommé "T-Mobile Arena" de 2002 à 2008, voir Tipsport arena (Prague).
Le T-Mobile Arena est une salle omnisports située à Paradise, dans la banlieue sud de Las Vegas, dans l’État du Nevada.
C'est le plus grand aréna de la ville de Las Vegas, il est le domicile des Golden Knights de Vegas de la Ligue nationale de hockey (LNH) depuis leur première saison (2017-2018).
Sa construction a débuté en 2014 et son ouverture s'est déroulée le mercredi 6 avril 2016 avec un concert inaugural. Le groupe Guns N' Roses y joue les 8 et 9 avril 2016, alors que l'aréna accueille le WWE Money In The Bank le 19 juin.
Située derrière le parking du New York-New York Hotel & Casino et à proximité du Park MGM, elle a coûté environ 375 millions $USD.

## Historique

### Hockey sur glace
La construction terminée et inaugurée, la nouvelle salle avait accueillie quelques matchs hors concours des Kings de Los Angeles avant l'arrivée de la nouvelle franchise de la Ligue nationale de hockey, les Golden Knights de Vegas.

## Événements
- Concerts de Guns N' Roses les 8 et 9 avril 2016 dans le cadre de leur tournée Not in This Lifetime... Tour
- WWE Money in the Bank, 19 juin 2016
- Concerts de Lady Gaga ; Joanne World Tour les 11 août et 16 décembre 2017
- Combat pour la Money Belt entre Floyd Mayweather, Jr. et Conor McGregor, 26 août 2017
- AEW Double or Nothing, 29 mai 2022
- Combat UFC 285 pour le titre  de champion UFC des poids lourds, entre Ciryl Gane et Jon Jones, 4 mars 2023
- AEW Double or Nothing, 28 mai 2023
- Final Four du NBA In-Season Tournament 2023 et la NBA Cup 2024, décembre 2023 et 2024
- Concerts de Madonna (The Celebration Tour), les 1er et 2 mars 2024
- Ultimate Fighting Championship 300  : Alex Pereira vs Jamahal Hill, 13 avril 2024

## Galerie

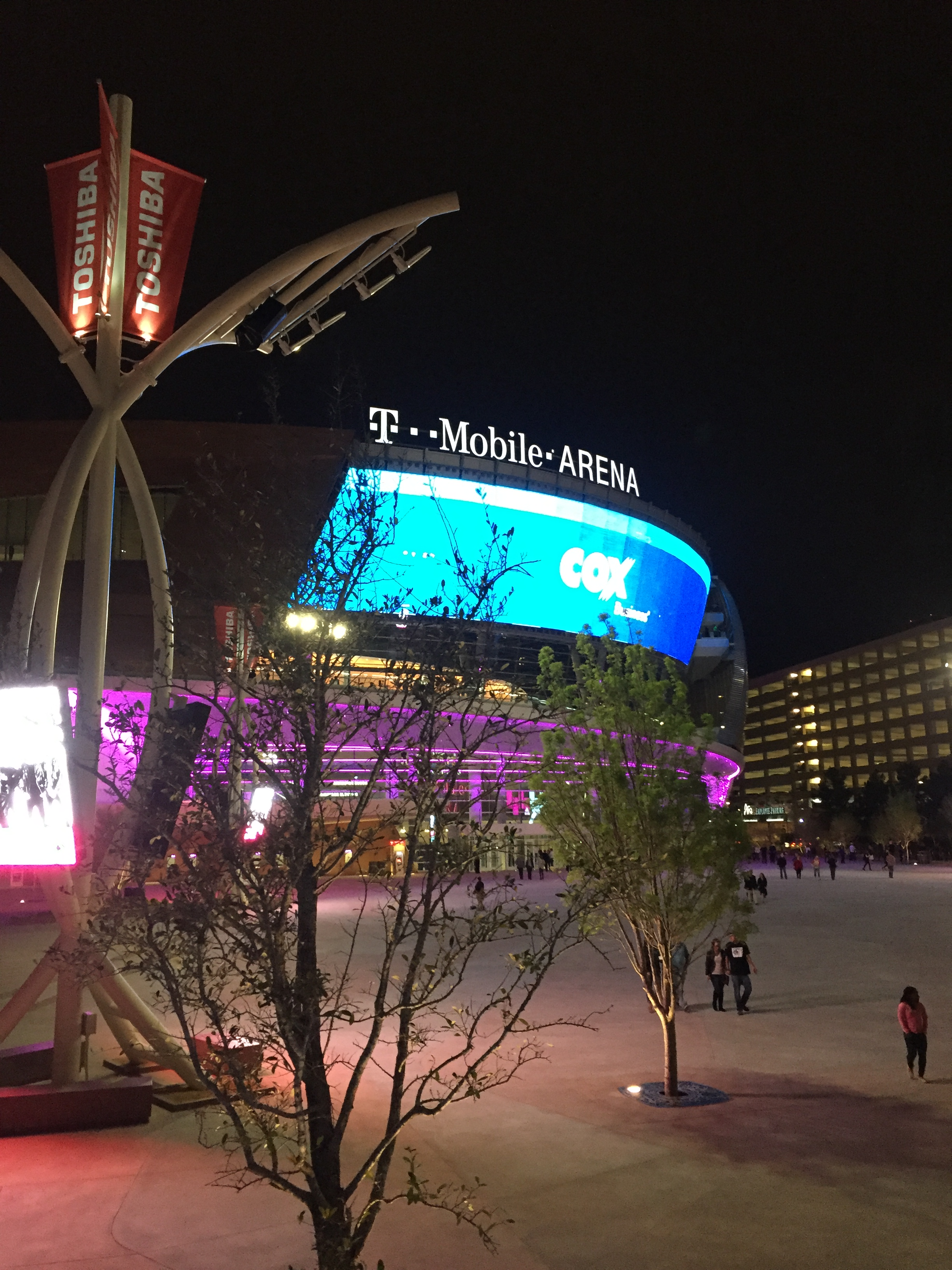
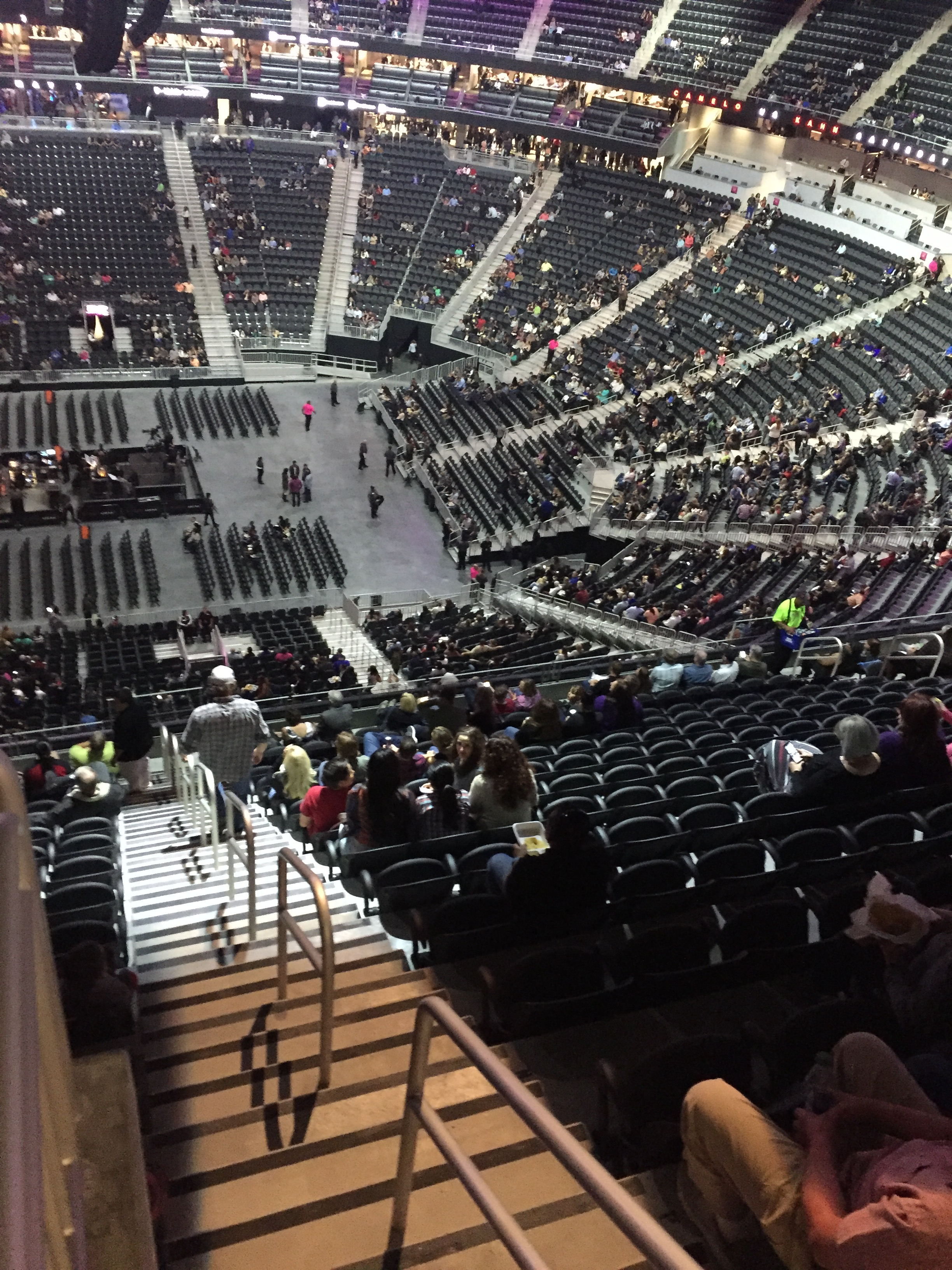
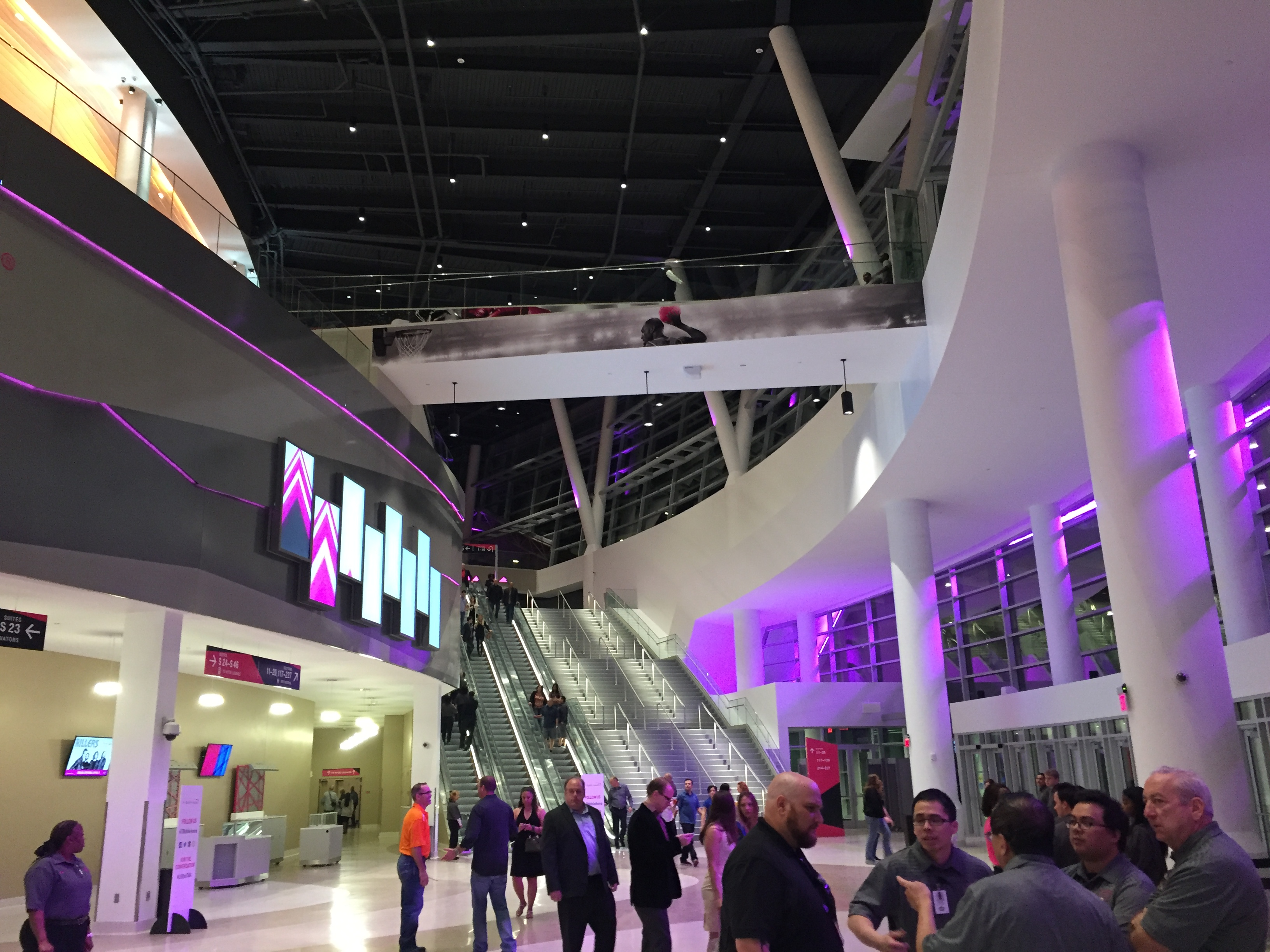